# Fédération anglaise des échecs
La Fédération anglaise des échecs (en anglais : English Chess Federation, ECF) est l'organisme national chargé de gérer et de promouvoir la pratique des échecs en Angleterre.
Elle a été créée en 2004 et, en 2005-2006, a pris la succession de la Fédération britannique des échecs (en anglais : British Chess Federation, BCF), fondée en 1904, dont elle a repris les locaux et l'organisation du championnat d'échecs de Grande-Bretagne.
Elle est affiliée à la Fédération internationale des échecs. Son président en 2021 est le journaliste Dominic Lawson.